# Klubowy Puchar Europy w szachach (2007)
2007 – dwudziesty trzeci sezon Klubowego Pucharu Europy w szachach. Rozgrywki odbyły się w Kemerze w dniach 3–9 października 2007 roku. Tytuł zdobył hiszpański Linex Magic Mérida.

## Format rozgrywek
Turniej odbywał się systemem szwajcarskim na dystansie siedmiu rund. W przypadku identycznej liczby punktów decydowała łączna liczba punktów uzyskanych przez zawodników, a przy dalszej równości – system Buchholza.

## Uczestnicy
W nawiasie podano średni ranking Elo. Źródło: OlimpBase

- Apolonia Fier (1400)
- Hilsmark Kingfisher (2358)
- Bank King Erywań (2600)
- CRELEL Liège (2364)
- KSK Rochade Eupen-Kelmis (2409)
- Royal Namur Échecs (2298)
- Wieśninka-Gran Mińsk (2533)
- Bosna Sarajewo (2686)
- Željezničar Sarajewo (2568)
- ŠK Zagreb (2587)
- 1. Novoborský ŠK (2456)
- Brønshøj SF (2267)
- SK1968 (2270)
- Drita Suva Reka (1673)
- KSH Prishtina (2125)
- Matinkylän SK (2354)
- OpusCapita Tampere (2359)
- Cannes Echecs (2462)
- CE Strasbourg (2429)
- Clichy-Echecs 92 (2599)
- Cuna de Dragones-Ajoblanco Mérida (2289)
- Gros XT (2641)
- Linex Magic Mérida (2666)
- HMC Calder (2344)
- Homburg Apeldoorn (2378)
- SC Utrecht (2411)
- Kilkenny Chess Club (2234)
- Rathmines Chess Club (1867)
- Taflfélag Reykjavíkur (2482)
- Taflfélagið Hellir (2297)
- Ashdod City Club (2641)
- Herzliya Chess Club (2421)
- Bokštas Płungiany (2189)
- NSEL30 Wilno (2421)
- De Sprénger Echternach (2144)
- Alkaloid Skopje (2611)
- CE Monte-Carlo (2198)
- Hamburger SK (2484)
- OSG Baden-Baden (2713)
- Asker SK (2264)
- Oslo SS (2358)
- Ekonomist-SGSEU Saratów (2634)
- Tomsk-400 (2697)
- Urał Jekaterynburg (2707)
- SC Niederrohrdorf (2176)
- SF Reichenstein (2415)
- Sollentuna SK (2530)
- Beşiktaş JK (2235)
- Manisa Doruk Koleji SK (2305)
- Tarsus Zeka SSK (1975)
- Türk Hava Yolları SK (2301)
- Keystone Kijów (2655)
- Cwmbran Chess Club (1691)
- Nidum Liberals (1727)
- Aquaprofit Nagykanizsai SK (2529)
- Zalaegerszegi Csuti-Hydrocomp SK (2475)

## Rozgrywki

### Runda 1
Źródło: OlimpBase
3 października 2007
| OSG Baden-Baden – Homburg Apeldoorn 5½:½                   |
| CRELEL Liège – Urał Jekaterynburg 0:6                      |
| Tomsk-400 – OpusCapita Tampere 5:1                         |
| Hilsmark Kingfisher – Bosna Sarajewo ½:5½                  |
| Linex Magic Mérida – Oslo SS 5:1                           |
| Matinkylän SK – Keystone Kijów ½:5½                        |
| Ashdod City Club – HMC Calder 5½:½                         |
| Manisa Doruk Koleji SK – Gros XT 1½:4½                     |
| Ekonomist-SGSEU Saratów – Türk Hava Yolları SK 5½:½        |
| Royal Namur Échecs – Alkaloid Skopje 0:6                   |
| Bank King Erywań – Taflfélagið Hellir 5½:½                 |
| Cuna de Dragones-Ajoblanco Mérida – Clichy-Echecs 92 ½:5½  |
| ŠK Zagreb – SK1968 5½:½                                    |
| Brønshøj SF – Željezničar Sarajewo 1:5                     |
| Wieśninka-Gran Mińsk – Asker SK 4:2                        |
| Beşiktaş JK – Sollentuna SK 2:4                            |
| Aquaprofit Nagykanizsai SK – Kilkenny Chess Club 5½:½      |
| CE Monte-Carlo – Hamburger SK 0:6                          |
| Taflfélag Reykjavíkur – Bokštas Płungiany 5:1              |
| SC Niederrohrdorf – Zalaegerszegi Csuti-Hydrocomp SK 1½:4½ |
| Cannes Echecs – De Sprénger Echternach 4:2                 |
| Tarsus Zeka SSK – 1. Novoborský ŠK 1:5                     |
| CE Strasbourg – KSH Prishtina 2½:3½                        |
| Rathmines Chess Club – Herzliya Chess Club 0:6             |
| NSEL30 Wilno – Nidum Liberals 6:0                          |
| Cwmbran Chess Club – SF Reichenstein 0:6                   |
| SC Utrecht – Drita Suva Reka 6:0                           |
| Apolonia Fier – KSK Rochade Eupen-Kelmis 1:5               |

### Runda 2
Źródło: OlimpBase
4 października 2007
| 1. Novoborský ŠK – OSG Baden-Baden ½:5½                     |
| Urał Jekaterynburg – KSH Prishtina 6:0                      |
| Ekonomist-SGSEU Saratów – Tomsk-400 1½:4½                   |
| Bosna Sarajewo – Taflfélag Reykjavíkur 4:2                  |
| Ashdod City Club – Linex Magic Mérida 3:3                   |
| Keystone Kijów – Željezničar Sarajewo 4½:1½                 |
| Gros XT – SF Reichenstein 3½:2½                             |
| Alkaloid Skopje – Cannes Echecs 5:1                         |
| Aquaprofit Nagykanizsai SK – Bank King Erywań 1½:4½         |
| Clichy-Echecs 92 – ŠK Zagreb 3½:2½                          |
| Herzliya Chess Club – Wieśninka-Gran Mińsk 2½:3½            |
| Sollentuna SK – Hamburger SK 3:3                            |
| Zalaegerszegi Csuti-Hydrocomp SK – NSEL30 Wilno 2½:3½       |
| KSK Rochade Eupen-Kelmis – SC Utrecht 2:4                   |
| Drita Suva Reka – CE Strasbourg 1½:4½                       |
| Homburg Apeldoorn – HMC Calder 4½:1½                        |
| OpusCapita Tampere – CRELEL Liège 3½:2½                     |
| Matinkylän SK – Hilsmark Kingfisher 1½:4½                   |
| Oslo SS – Kilkenny Chess Club 4:2                           |
| CE Monte-Carlo – Manisa Doruk Koleji SK 3:3                 |
| Türk Hava Yolları SK – Apolonia Fier 4:2                    |
| SC Niederrohrdorf – Royal Namur Échecs 2½:3½                |
| Taflfélagið Hellir – Tarsus Zeka SSK 5½:½                   |
| Bokštas Płungiany – Cuna de Dragones-Ajoblanco Mérida 2½:3½ |
| SK1968 – Brønshøj SF 2:4                                    |
| Asker SK – Cwmbran Chess Club 6:0                           |
| Nidum Liberals – Beşiktaş JK 1:5                            |
| De Sprénger Echternach – Rathmines Chess Club 5:1           |

### Runda 3
Źródło: OlimpBase
5 października 2007
| OSG Baden-Baden – Gros XT 3:3                           |
| Wieśninka-Gran Mińsk – Urał Jekaterynburg 1½:4½         |
| SC Utrecht – Tomsk-400 1½:4½                            |
| Bank King Erywań – Bosna Sarajewo 3:3                   |
| NSEL30 Wilno – Keystone Kijów 1:5                       |
| Clichy-Echecs 92 – Alkaloid Skopje 2:4                  |
| Hamburger SK – Linex Magic Mérida 1:5                   |
| Sollentuna SK – Ashdod City Club 1½:4½                  |
| OpusCapita Tampere – Ekonomist-SGSEU Saratów ½:5½       |
| KSH Prishtina – ŠK Zagreb 0:6                           |
| Željezničar Sarajewo – Taflfélagið Hellir 5½:½          |
| Türk Hava Yolları SK – Aquaprofit Nagykanizsai SK 1½:4½ |
| Taflfélag Reykjavíkur – Brønshøj SF 5:1                 |
| Oslo SS – Zalaegerszegi Csuti-Hydrocomp SK 2½:3½        |
| Beşiktaş JK – Cannes Echecs 1:5                         |
| 1. Novoborský ŠK – De Sprénger Echternach 6:0           |
| CE Strasbourg – Hilsmark Kingfisher 4½:1½               |
| SF Reichenstein – Royal Namur Échecs 4½:1½              |
| Homburg Apeldoorn – KSK Rochade Eupen-Kelmis 2:4        |
| Cuna de Dragones-Ajoblanco Mérida – Asker SK 2½:3½      |
| Herzliya Chess Club – CE Monte-Carlo 6:0                |
| Kilkenny Chess Club – Manisa Doruk Koleji SK 2:4        |
| CRELEL Liège – Drita Suva Reka 5:1                      |
| HMC Calder – Matinkylän SK 3½:2½                        |
| Tarsus Zeka SSK – SK1968 3½:2½                          |
| Nidum Liberals – Bokštas Płungiany 2:4                  |
| Cwmbran Chess Club – SC Niederrohrdorf 2½:3½            |
| Apolonia Fier – Rathmines Chess Club 2½:3½              |

### Runda 4
Źródło: OlimpBase
6 października 2007
| Tomsk-400 – Urał Jekaterynburg 3:3                             |
| Keystone Kijów – Alkaloid Skopje 2½:3½                         |
| Bosna Sarajewo – OSG Baden-Baden 3:3                           |
| Linex Magic Mérida – Gros XT 3½:2½                             |
| Ashdod City Club – Bank King Erywań 3½:2½                      |
| Zalaegerszegi Csuti-Hydrocomp SK – Ekonomist-SGSEU Saratów 1:5 |
| Taflfélag Reykjavíkur – Clichy-Echecs 92 ½:5½                  |
| ŠK Zagreb – Wieśninka-Gran Mińsk 2½:3½                         |
| KSK Rochade Eupen-Kelmis – Željezničar Sarajewo 1:5            |
| Asker SK – Aquaprofit Nagykanizsai SK 1½:4½                    |
| Cannes Echecs – Herzliya Chess Club 4:2                        |
| SC Utrecht – 1. Novoborský ŠK 2½:3½                            |
| SF Reichenstein – NSEL30 Wilno 2½:3½                           |
| CE Strasbourg – Sollentuna SK 2½:3½                            |
| Manisa Doruk Koleji SK – Hamburger SK 2:4                      |
| Brønshøj SF – Homburg Apeldoorn 2:4                            |
| Rathmines Chess Club – CRELEL Liège 0:6                        |
| SC Niederrohrdorf – OpusCapita Tampere 1½:4½                   |
| Hilsmark Kingfisher – Türk Hava Yolları SK 3½:2½               |
| Tarsus Zeka SSK – Oslo SS 1:5                                  |
| De Sprénger Echternach – HMC Calder 2:4                        |
| Royal Namur Échecs – Bokštas Płungiany 5:1                     |
| Taflfélagið Hellir – Cuna de Dragones-Ajoblanco Mérida 1½:4½   |
| KSH Prishtina – Beşiktaş JK 2:4                                |
| Kilkenny Chess Club – CE Monte-Carlo 4:2                       |
| Matinkylän SK – Nidum Liberals 3½:2½                           |
| SK1968 – Cwmbran Chess Club 5½:½                               |
| Drita Suva Reka – Apolonia Fier 3:3                            |

### Runda 5
Źródło: OlimpBase
7 października 2007
| Alkaloid Skopje – Linex Magic Mérida 1½:4½          |
| Urał Jekaterynburg – Ashdod City Club 4½:1½         |
| 1. Novoborský ŠK – Tomsk-400 0:6                    |
| OSG Baden-Baden – Cannes Echecs 4½:1½               |
| Željezničar Sarajewo – Bosna Sarajewo 1½:4½         |
| Wieśninka-Gran Mińsk – Keystone Kijów 1½:4½         |
| Ekonomist-SGSEU Saratów – NSEL30 Wilno 5:1          |
| Aquaprofit Nagykanizsai SK – Clichy-Echecs 92 2½:3½ |
| Gros XT – Sollentuna SK 4½:1½                       |
| Hamburger SK – Bank King Erywań 3:3                 |
| HMC Calder – ŠK Zagreb ½:5½                         |
| Beşiktaş JK – Taflfélag Reykjavíkur ½:5½            |
| Zalaegerszegi Csuti-Hydrocomp SK – Asker SK 3½:2½   |
| Royal Namur Échecs – CE Strasbourg 1½:4½            |
| Herzliya Chess Club – OpusCapita Tampere 5½:½       |
| Hilsmark Kingfisher – SF Reichenstein 2:4           |
| Cuna de Dragones-Ajoblanco Mérida – SC Utrecht 1:5  |
| Oslo SS – KSK Rochade Eupen-Kelmis 2½:3½            |
| CRELEL Liège – Homburg Apeldoorn 3:3                |
| Manisa Doruk Koleji SK – Matinkylän SK 4:2          |
| Türk Hava Yolları SK – Tarsus Zeka SSK 4½:1½        |
| Bokštas Płungiany – Taflfélagið Hellir 4:2          |
| Rathmines Chess Club – SK1968 1:5                   |
| Brønshøj SF – Kilkenny Chess Club 4:2               |
| De Sprénger Echternach – KSH Prishtina 1½:4½        |
| Drita Suva Reka – SC Niederrohrdorf 2:4             |
| CE Monte-Carlo – Apolonia Fier 4½:1½                |
| Cwmbran Chess Club – Nidum Liberals 1:5             |

### Runda 6
Źródło: OlimpBase
8 października 2007
| Tomsk-400 – Linex Magic Mérida 2½:3½                          |
| Clichy-Echecs 92 – Urał Jekaterynburg 3:3                     |
| Keystone Kijów – Bosna Sarajewo 2:4                           |
| Alkaloid Skopje – Ekonomist-SGSEU Saratów 2½:3½               |
| Ashdod City Club – OSG Baden-Baden 3:3                        |
| Gros XT – CE Strasbourg 4:2                                   |
| Bank King Erywań – KSK Rochade Eupen-Kelmis 4½:1½             |
| NSEL30 Wilno – ŠK Zagreb 1:5                                  |
| Cannes Echecs – Željezničar Sarajewo 2:4                      |
| SF Reichenstein – Wieśninka-Gran Mińsk 2½:3½                  |
| Hamburger SK – Aquaprofit Nagykanizsai SK 2½:3½               |
| SC Utrecht – Zalaegerszegi Csuti-Hydrocomp SK 2:4             |
| 1. Novoborský ŠK – Herzliya Chess Club 3:3                    |
| Sollentuna SK – Taflfélag Reykjavíkur 3½:2½                   |
| Homburg Apeldoorn – Manisa Doruk Koleji SK 2½:3½              |
| Bokštas Płungiany – CRELEL Liège 2:4                          |
| OpusCapita Tampere – Türk Hava Yolları SK 4:2                 |
| Cuna de Dragones-Ajoblanco Mérida – Hilsmark Kingfisher 2½:3½ |
| HMC Calder – Oslo SS 4½:1½                                    |
| Beşiktaş JK – Royal Namur Échecs 3½:2½                        |
| SC Niederrohrdorf – Brønshøj SF 2½:3½                         |
| Asker SK – KSH Prishtina 5½:½                                 |
| SK1968 – CE Monte-Carlo 4:2                                   |
| Taflfélagið Hellir – Matinkylän SK 4½:1½                      |
| Kilkenny Chess Club – Rathmines Chess Club 5:1                |
| Tarsus Zeka SSK – De Sprénger Echternach 3:3                  |
| Nidum Liberals – Drita Suva Reka 4½:1½                        |
| Apolonia Fier – Cwmbran Chess Club 5:1                        |

### Runda 7
Źródło: OlimpBase
8 października 2007
| Linex Magic Mérida – Ekonomist-SGSEU Saratów 4:2         |
| Bosna Sarajewo – Urał Jekaterynburg 2:4                  |
| OSG Baden-Baden – Clichy-Echecs 92 4:2                   |
| Tomsk-400 – Gros XT 3½:2½                                |
| Keystone Kijów – Ashdod City Club 3½:2½                  |
| Aquaprofit Nagykanizsai SK – Alkaloid Skopje 4:2         |
| Wieśninka-Gran Mińsk – Bank King Erywań 3:3              |
| ŠK Zagreb – Zalaegerszegi Csuti-Hydrocomp SK 4½:1½       |
| Željezničar Sarajewo – Manisa Doruk Koleji SK 5½:½       |
| Herzliya Chess Club – Sollentuna SK 2:4                  |
| CRELEL Liège – 1. Novoborský ŠK 2:4                      |
| NSEL30 Wilno – Hamburger SK 3:3                          |
| Taflfélag Reykjavíkur – Hilsmark Kingfisher 5:1          |
| CE Strasbourg – Beşiktaş JK 4½:1½                        |
| OpusCapita Tampere – SF Reichenstein 1½:4½               |
| Brønshøj SF – SC Utrecht 2½:3½                           |
| KSK Rochade Eupen-Kelmis – SK1968 5:1                    |
| Asker SK – HMC Calder 3:3                                |
| Homburg Apeldoorn – Cannes Echecs 1½:4½                  |
| KSH Prishtina – Oslo SS ½:5½                             |
| Türk Hava Yolları SK – Bokštas Płungiany 4:2             |
| Royal Namur Échecs – Kilkenny Chess Club 2½:3½           |
| Taflfélagið Hellir – SC Niederrohrdorf 5:1               |
| Nidum Liberals – Cuna de Dragones-Ajoblanco Mérida 3½:2½ |
| CE Monte-Carlo – De Sprénger Echternach 4½:1½            |
| Apolonia Fier – Tarsus Zeka SSK 3:3                      |
| Matinkylän SK – Rathmines Chess Club 5½:½                |
| Cwmbran Chess Club – Drita Suva Reka 1½:4½               |

## Klasyfikacja
Źródło: OlimpBase
| Msc | Zespół                            | M | W | R | P | Pkt |
| --- | --------------------------------- | - | - | - | - | --- |
| 1   | Linex Magic Mérida                | 7 | 6 | 1 | 0 | 13  |
| 2   | Urał Jekaterynburg                | 7 | 5 | 2 | 0 | 12  |
| 3   | Tomsk-400                         | 7 | 5 | 1 | 1 | 11  |
| 4   | OSG Baden-Baden                   | 7 | 4 | 3 | 0 | 11  |
| 5   | ŠK Zagreb                         | 7 | 5 | 0 | 2 | 10  |
| 6   | Ekonomist-SGSEU Saratów           | 7 | 5 | 0 | 2 | 10  |
| 7   | Željezničar Sarajewo              | 7 | 5 | 0 | 2 | 10  |
| 8   | Keystone Kijów                    | 7 | 5 | 0 | 2 | 10  |
| 9   | Bosna Sarajewo                    | 7 | 4 | 2 | 1 | 10  |
| 10  | Aquaprofit Nagykanizsai SK        | 7 | 5 | 0 | 2 | 10  |
| 11  | Bank King Erywań                  | 7 | 3 | 3 | 1 | 9   |
| 12  | Clichy-Echecs 92                  | 7 | 4 | 1 | 2 | 9   |
| 13  | Gros XT                           | 7 | 4 | 1 | 2 | 9   |
| 14  | 1. Novoborský ŠK                  | 7 | 4 | 1 | 2 | 9   |
| 15  | Sollentuna SK                     | 7 | 4 | 1 | 2 | 9   |
| 16  | Wieśninka-Gran Mińsk              | 7 | 4 | 1 | 2 | 9   |
| 17  | SF Reichenstein                   | 7 | 4 | 0 | 3 | 8   |
| 18  | Taflfélag Reykjavíkur             | 7 | 4 | 0 | 3 | 8   |
| 19  | CE Strasbourg                     | 7 | 4 | 0 | 3 | 8   |
| 20  | Alkaloid Skopje                   | 7 | 4 | 0 | 3 | 8   |
| 21  | SC Utrecht                        | 7 | 4 | 0 | 3 | 8   |
| 22  | Ashdod City Club                  | 7 | 3 | 2 | 2 | 8   |
| 23  | Cannes Echecs                     | 7 | 4 | 0 | 3 | 8   |
| 24  | KSK Rochade Eupen-Kelmis          | 7 | 4 | 0 | 3 | 8   |
| 25  | Zalaegerszegi Csuti-Hydrocomp SK  | 7 | 4 | 0 | 3 | 8   |
| 26  | Herzliya Chess Club               | 7 | 3 | 1 | 3 | 7   |
| 27  | Asker SK                          | 7 | 3 | 1 | 3 | 7   |
| 28  | Hamburger SK                      | 7 | 2 | 3 | 2 | 7   |
| 29  | CRELEL Liège                      | 7 | 3 | 1 | 3 | 7   |
| 30  | NSEL30 Wilno                      | 7 | 3 | 1 | 3 | 7   |
| 31  | Manisa Doruk Koleji SK            | 7 | 3 | 1 | 3 | 7   |
| 32  | HMC Calder                        | 7 | 3 | 1 | 3 | 7   |
| 33  | Oslo SS                           | 7 | 3 | 0 | 4 | 6   |
| 34  | SK1968                            | 7 | 3 | 0 | 4 | 6   |
| 35  | Taflfélagið Hellir                | 7 | 3 | 0 | 4 | 6   |
| 36  | Türk Hava Yolları SK              | 7 | 3 | 0 | 4 | 6   |
| 37  | Kilkenny Chess Club               | 7 | 3 | 0 | 4 | 6   |
| 38  | Nidum Liberals                    | 7 | 3 | 0 | 4 | 6   |
| 39  | Brønshøj SF                       | 7 | 3 | 0 | 4 | 6   |
| 40  | Beşiktaş JK                       | 7 | 3 | 0 | 4 | 6   |
| 41  | Hilsmark Kingfisher               | 7 | 3 | 0 | 4 | 6   |
| 42  | OpusCapita Tampere                | 7 | 3 | 0 | 4 | 6   |
| 43  | Homburg Apeldoorn                 | 7 | 2 | 1 | 4 | 5   |
| 44  | CE Monte-Carlo                    | 7 | 2 | 1 | 4 | 5   |
| 45  | Apolonia Fier                     | 7 | 1 | 2 | 4 | 4   |
| 46  | Cuna de Dragones-Ajoblanco Mérida | 7 | 2 | 0 | 5 | 4   |
| 47  | Matinkylän SK                     | 7 | 2 | 0 | 5 | 4   |
| 48  | Royal Namur Échecs                | 7 | 2 | 0 | 5 | 4   |
| 49  | Bokštas Płungiany                 | 7 | 2 | 0 | 5 | 4   |
| 50  | SC Niederrohrdorf                 | 7 | 2 | 0 | 5 | 4   |
| 51  | Tarsus Zeka SSK                   | 7 | 1 | 2 | 4 | 4   |
| 52  | KSH Prishtina                     | 7 | 2 | 0 | 5 | 4   |
| 53  | De Sprénger Echternach            | 7 | 1 | 1 | 5 | 3   |
| 54  | Drita Suva Reka                   | 7 | 1 | 1 | 5 | 3   |
| 55  | Rathmines Chess Club              | 7 | 1 | 0 | 6 | 2   |
| 57  | Cwmbran Chess Club                | 7 | 0 | 0 | 7 | 0   |